# Valgu (Märjamaa)
Valgu – wieś w Estonii, prowincji Rapla, w gminie Märjamaa.